# Тандо-Адам
Тандо-Адам (урду دادو‎) — город в провинции Синд, Пакистан. Население — 152 617 чел. (на 2017 год).
В городе есть медицинский колледж Сулемана Рошана на Хайдарабад-роуд возле больницы Сулеман Рошан, а также аквапарк в зелёном городе возле Хайдарабад-роуд. Оба созданы сенатором.

## Демография
| 1961   | 1972   | 1981   | 1998    | 2010    | 2017    |
| ------ | ------ | ------ | ------- | ------- | ------- |
| 31 246 | 49 747 | 62 744 | 103 363 | 145 719 | 152 617 |